# Фаустман, Молли
Молли Фаустман (швед. Mollie Faustman; 15 марта 1883, Стокгольм — 4 января 1966, там же) — шведская художница, писательница и журналистка.

## Биография и творчество
Молли Фаустман родилась 15 марта 1883 года в Стокгольме в обеспеченной буржуазной семье. Её отцом был инженер Эдвард Фаустман, незаконнорождённый сын публициста и критика Ларса Йохана Йерты, а матерью — первая шведская женщина-журналист Вендела Хеббе. Молли Фаустман была второй из трёх дочерей в семье. В детстве она некоторое время жила с родителями в Лондоне, но потом её мать развелась с мужем и вернулась с дочерьми в Стокгольм, где оказалась в сложной финансовой ситуации.
Молли, чьи родители не одобряли её художественные наклонности, пришлось рано покинуть дом и самой заботиться о себе. Окончив школу в 1901 году, с 1905 по 1911 год она посещала Художественную школу Валанд (швед. Valand målarskola, ныне Академия Валанд). Затем, с 1908 по 1911 год, она неоднократно ездила в Париж, где продолжала учиться живописи, в том числе у Анри Матисса.
Молли Фаустман рано начала писать и публиковаться, обычно под псевдонимом. Она писала книги для детей и подростков, которые отчасти воспроизводили обстоятельства её собственного детства (развод родителей и т. д.). Некоторые книги Молли сопровождала собственными иллюстрациями. Кроме того, она писала статьи для Dagens Nyheter и Idun под псевдонимом Vagabonde. Круг тем был рассчитан на широкую публику: брак, семья, школа, воспитание детей. Впоследствии её статьи, написанные в ироничном стиле и пользовавшиеся большой популярностью у читателей, публиковались в виде сборников.
Фаустман также была одной из первых шведских женщин — создателей комиксов. В Dagens Nyheter у неё были постоянные персонажи, дети Туттан и Путте: в упрощённых, стилизованных рисунках Фаустман изображала сценки из их повседневной жизни. Эти рисунки были затем опубликованы двумя отдельными книгами, в 1926 и 1934 году.
Однако основным своим занятием Фаустман считала живопись. Её первая персональная выставка состоялась в 1931 году. Критики отмечали подчёркнутую самобытность её искусства; работая в русле модернизма, она держалась в стороне от школ и направлений, создавая собственный стиль. Одной из излюбленных тем Фаустман были дети, однако, как и её современница Вера Нильссон, она создавала не традиционно идеализированные детские образы, а изображала детей серьёзными, задумчивыми, иногда угрюмыми.
Молли Фаустман умерла 1 января 1966 года и была похоронена в Стокгольме.